# لوبون (الفلبين)
لوبون تسمى رسميًا بلدية لوبون (بالتاغالوغية: Bayan ng Lupon)‏، هي بلدة تقع في مقاطعة دافاو أورينتال، الفلبين، يبلغ عدد سكانها 66979 نسمة حسب تعداد 2020.

## جغرافيا

### المناخ
| البيانات المناخية لـبلدة لوبون    | البيانات المناخية لـبلدة لوبون | البيانات المناخية لـبلدة لوبون | البيانات المناخية لـبلدة لوبون | البيانات المناخية لـبلدة لوبون | البيانات المناخية لـبلدة لوبون | البيانات المناخية لـبلدة لوبون | البيانات المناخية لـبلدة لوبون | البيانات المناخية لـبلدة لوبون | البيانات المناخية لـبلدة لوبون | البيانات المناخية لـبلدة لوبون | البيانات المناخية لـبلدة لوبون | البيانات المناخية لـبلدة لوبون | البيانات المناخية لـبلدة لوبون |
| الشهر                             | يناير                          | فبراير                         | مارس                           | أبريل                          | مايو                           | يونيو                          | يوليو                          | أغسطس                          | سبتمبر                         | أكتوبر                         | نوفمبر                         | ديسمبر                         | المعدل السنوي                  |
| --------------------------------- | ------------------------------ | ------------------------------ | ------------------------------ | ------------------------------ | ------------------------------ | ------------------------------ | ------------------------------ | ------------------------------ | ------------------------------ | ------------------------------ | ------------------------------ | ------------------------------ | ------------------------------ |
| متوسط درجة الحرارة الكبرى °م (°ف) | 29 (84)                        | 29 (84)                        | 30 (86)                        | 30 (86)                        | 30 (86)                        | 29 (84)                        | 29 (84)                        | 29 (84)                        | 30 (86)                        | 30 (86)                        | 29 (84)                        | 30 (86)                        | 30 (85)                        |
| متوسط درجة الحرارة الصغرى °م (°ف) | 22 (72)                        | 22 (72)                        | 22 (72)                        | 23 (73)                        | 24 (75)                        | 24 (75)                        | 24 (75)                        | 24 (75)                        | 24 (75)                        | 24 (75)                        | 24 (75)                        | 23 (73)                        | 23 (74)                        |
| الهطول مم (إنش)                   | 168 (6.6)                      | 141 (5.6)                      | 143 (5.6)                      | 141 (5.6)                      | 216 (8.5)                      | 235 (9.3)                      | 183 (7.2)                      | 169 (6.7)                      | 143 (5.6)                      | 176 (6.9)                      | 226 (8.9)                      | 168 (6.6)                      | 2٬109 (83.1)                   |
| متوسط الأيام الممطرة              | 22.1                           | 18.5                           | 21.7                           | 22.5                           | 27.8                           | 28.1                           | 27.4                           | 26.6                           | 24.7                           | 26.3                           | 26.5                           | 24.9                           | 297.1                          |
| المصدر: Meteoblue                 |                                |                                |                                |                                |                                |                                |                                |                                |                                |                                |                                |                                |                                |